# 玉禄
玉禄（1874年—1925年），字鼎臣，蒙古族，清末归化城土默特（今內蒙古自治區土默特左旗毕克齐镇）人。民初军事将领。

## 生平
清光绪二十九年（1903年），玉禄从军。土默特陆军骑兵第二营成立后，玉禄在该营当兵。1911年辛亥革命后，玉禄升任第三连连长。
1911年外蒙古独立，玉禄等内蒙古人士曾经进行过支援或响应活动。在对抗外蒙军队侵入绥远的战争中，北洋政府派駐的绥远城将军張紹曾强行解散了土默特陆军营，逼走三连连长玉禄，該部因此投向外蒙古方面，并把土默特旗十二参领扣起来作人质，要挟玉禄回旗。土默特旗赴京请愿的武尔功归来後，中華民國大總統袁世凯为了怀柔土默特旗，指令张绍曾保留土默特旗权，一切山租、煤税等仍归旗署管理。张绍曾两次派兵进剿玉禄失败，只好采纳谈判签订《中俄蒙协约》的中方首席代表陳籙的建议：“请出玉禄的亲人，劝说玉禄回旗”。于是派出玉禄的族兄武尔功，朱宝山的祖父朱噶兰达，和大盛魁经理段履庄等人，找玉禄说合，玉禄也派倒向外蒙的第四连连长朱宝山为代表，与他们接头对话。最终1914年春（此时已由潘榘楹任绥远城将军）收抚玉禄为绥远骑兵游击队，任玉禄为司令，但该队的编制限额为三百人，玉禄原有一干余众的人马，除给驻在召河的保商团安插少数人外，绝大多数都参加了巨匪卢占魁的“独立队”，使卢占魁的力量得到了大发展。
1916年（民国五年）夏，玉禄部改编为警备队第三路，玉禄仍然担任司令。1921年（民国十年），玉禄部改为补充团，玉禄担任团长。
玉禄部骑兵多为清朝末年土默特陆军骑兵第二营的老兵，接受过严格的训练。玉禄“为人忠诚朴厚，治军宽而有方”。该团进剿土匪屡立战功。
1925年（民国十四年）春，苏雨生、赵有禄、刘喇嘛等土匪分别袭扰后套、包头、萨拉齐、东胜等地，玉禄率补充团配合冯玉祥部杨团及石旅炮队，赴河西进行剿匪。玉禄部在伊克昭盟东胜杨二虎圪卜遭到包围。玉禄率部突围，肩部受伤，被土匪俘获后残杀。
玉禄的追悼会在包头永合成（今包头市东河区的新兴市场）举行。绥远都统李鸣钟主祭，包头市民及商人纷纷前来悼念。会后，转请当局优厚抚恤玉禄的家属，当局还为玉禄追授中将军衔。